# Карновський Марко Ілліч
Марко Ілліч Карновський (11 (14) листопада 1912, Київ, Російська імперія ― 26 грудня 1991, Київ, Україна) ― радянський і український фахівець у галузі акустики. Доктор технічних наук (1943). Нагороджений медалями[якими?].

## Біографія
Народився 11 (14) листопада 1912 року у Києві.
У 1935 році закінчів Київський політехнічний інститут.
У 1939-1981 роках працював відуючим кафедрою акустики і звукотехніки Київського політехнічного інституту.
Виступив автором 70 наукових праць, книг і статей.
Був членом Національної спілки кінематографістів України і КПРС.
Помер 26 грудня 1991 року у Києві.

## Праці
- Помехоустойчивость типового тракта обнаружения сигналов. К., 1971
- Пространственно-временная обработка акустических сигналов // Акустический журнал. 1972. Т. 25, вып. 2
- Измерения вероятностных характеристик случайных акустических полей // Акустический журнал. 1973. Т. 19, вып. 2
- Проектирование электродинамических громкоговорителей. К., 1974
- О дифракции квазиплоской волны на круглом диске // Вестник Киевского политехнического института. Сер. Радиотехника и электроакустика. 1975. № 12.